# Albina (Surinam)
Albina es una ciudad de Surinam, capital del distrito de Marowijne. La ciudad se encuentra en la ribera occidental del río Marowijne, que sirve de frontera entre la Guayana Francesa y Surinam; frente a la ciudad de la Guayana Francesa Saint-Laurent-du-Maroni con la que se comunica mediante un ferry.
A Albina se puede llegar en autobús desde Paramaribo que está a unos 150 kilómetros (100 millas). Debido a la guerra en la segunda mitad de la década de 1980 una gran parte de la zona, incluyendo las vías fueron destruidas. Gran parte de la ciudad fue destruida durante la rebelión de los cimarrones entre 1980 y 1990.
Posee una población de unos cuatro mil habitantes, según cifras del censo del año 2000.
Se han hecho planes para construir un puente entre Surinam y la Guayana Francesa; sin embargo, hasta mayo de 2020, no se ha tomado ninguna medida.
La ciudad tiene un pequeño aeropuerto, la pista de aterrizaje de Albina , con una pista de asfalto de 650 metros (2150 pies) en uso desde 1953.
Albina tiene una pequeña conexión en barco (korjaal) con Galibi . El viaje a través del agua dura aproximadamente 1,5 horas. Hay una playa y una pequeña tienda turística. La principal razón por la que los turistas visitan Galibi es para ver las tortugas, que vienen de todas partes del mundo (incluidos lugares tan distantes como Costa Rica y Australia ) para desovar en Surinam.